# 톰 홀랜드 (배우)
톰 홀랜드'(영어: Thomas Stanley "Tom" Holland, 1996년 6월 1일 ~ )는 잉글랜드 영국의 배우이다. 홀랜드는 런던의 웨스트엔드 극장에서 공연 된 뮤지컬 《빌리 엘리어트》에서 빌리 엘리어트 / 미카엘 역할로 자신의 전문적인 연기 경력을 시작했다. 2012년 영화 데뷔작 《더 임파서블》에서 루커스 베넷 역할을 어린 나이에도 불구하고 섬세한 연기를 선보이며 높이 평가 받아 크리틱스 초이스 영화상, 새턴상에 후보 지명되었고, 전미 비평가 위원회, 엠파이어상 신인 배우상과 영 아티스트 어워드 최우수 아역연기상, 런던 영화 비평가 협회상 올해의 영국 아역연기상 등을 수상하였다. 마블 시네마틱 유니버스의 피터 파커 / 스파이더맨 역할으로 세계적으로 명성을 얻으며 스타덤에 올랐다.

## 성장 과정
홀랜드는 런던, 킹스턴어폰템스에서 사진가인 어머니 니콜라 엘리자베스(Nicola Elizabeth) (결혼 전 성씨는 프로스트)와 작가이자 희극인인 아버지 도미닉 앤서니 홀랜드(Dominic Anthony Holland) 사이에서 태어났다. 친조부모는 각각 아일랜드와 맨섬 출신이다. 홀랜드는 세 명의 남동생이 있는데, 1999년 출생의 쌍둥이 샘(Sam), 해리(Harry)와 2004년 출생의 패디(Paddy)가 있다.
홀랜드는 런던 남서부 인근의 윔블던이 위치한 돈헤드 로마 가톨릭 사립 초등학교에 다녔으며, 그 뒤를 이어 일레븐 플러스 시험을 성공적으로 치러, 역시 윔블던에 위치한 로마 카톨릭 종합 중등학교인 윔블던 칼리지에 2012년 12월까지 다녔다. 그는 중등 교육 자격 검정 시험을 성공적으로 마치고, 2012년 12월부터 브릿 스쿨 (The BRIT School for Performing Arts and Technology)의 2년 코스를 시작하였다.

## 경력

### 무대

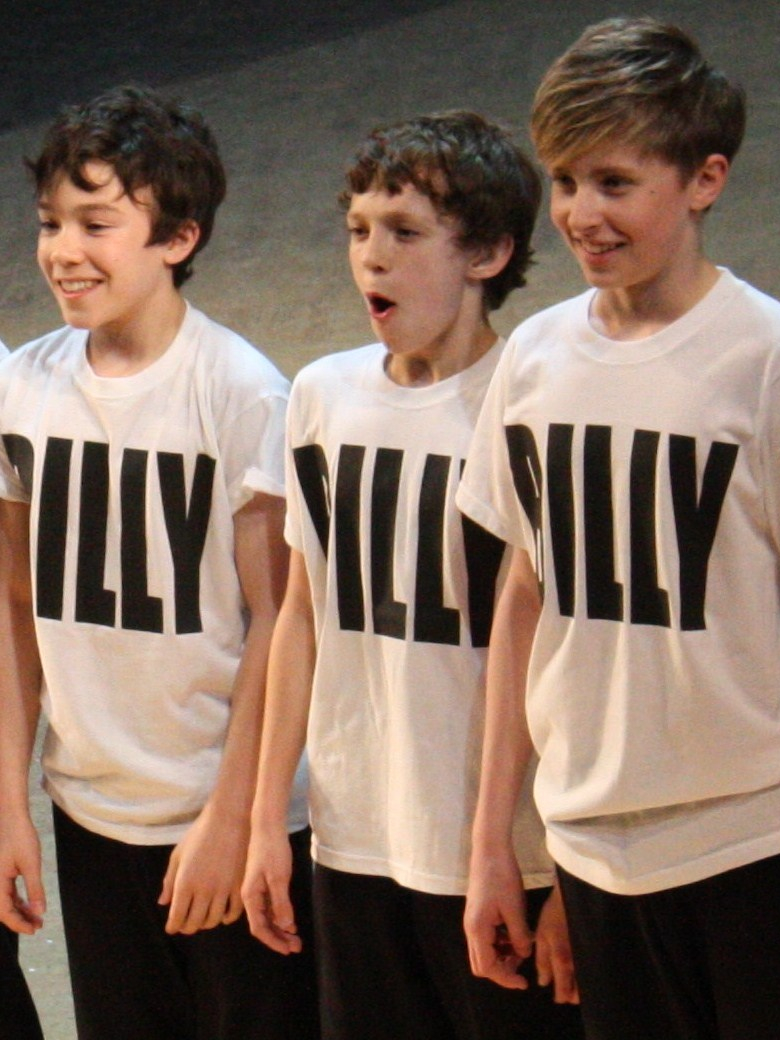
2010년 3월 31일, 뮤지컬 《빌리 엘리어트》 5주년 공연중인 홀랜드.(가운데)

홀랜드는 런던 윔블던에 위치한 니프티 피트 댄스 스쿨에서 힙합 수업을 들었다. 2006년 리치먼드 댄스 페스티벌에서 춤을 췄던 홀랜드의 잠재력을 알아 본 안무가 린 페이지는 《빌리 엘리어트》의 안무가인 피터 달링에게 그를 소개해주었다. 이후 8번의 오디션과 2년간의 트레이닝을 거친 후 2008년 6월 28일 홀랜드는 《빌리 엘리어트》에서 빌리의 친한 친구인 마이클 역을 맡아 웨스트엔드 극장에서 데뷔하였다. 그는 긍정적인 평가를 얻으면서, 2008년 9월 8일에는 주연인 빌리 역을 맡게 되었고, 홀랜드의 다재다능한 연기력과 춤 능력에 대해 찬사를 받았다. 2008년 9월, 홀랜드는 공연자인 태너 프루거와 함께 채널 5의 뉴스 프로그램에 출연하여 첫 TV 인터뷰를 했다. 다음 해 그는 ITV1 쇼 'The Feel Good Factor'에 출연했다.
2010년 3월 8일에는 《빌리 엘리어트》 뮤지컬 5주년을 기념하기 위해 홀랜드를 포함한 4명의 빌리 엘리엇은 다우닝 가 10번지에 초청되어 영국의 총리 고든 브라운과 만남을 가졌다. 홀랜드는 2010년 3월 31일에 열린 5주년 기념 쇼에서 리더로 선정되었다.
홀랜드는 《빌리 엘리어트》에서 빌리 역으로 정기적으로 출연했으며, 이 역할은 2010년 5월 29일까지 연기하였다.

### 영화
2011년 홀랜드는 일본 스튜디오 지브리가 제작한 애니메이션 영화 《마루 밑 아리에티》의 영국 버전에 캐스팅 되었다. 그는 주인공인 쇼의 목소리를 연기했다.
홀랜드는 후안 안토니오 바요나가 연출한 그의 첫 장편 영화 《더 임파서블》에서 유언 맥그레거와 나오미 와츠의 아들 루카스역을 연기하였다. 영화는 2012년 9월 9일 토론토 국제 영화제에서 초연 되었으며 전 세계적으로 1억 8,027만 달러를 벌어 들여 상업적으로 성공하였고, 홀랜드는 비평가들의 호평을 받으며 전미 비평가 위원회 최우수 신인상과 런던 영화 비평가협회상 올해의 영국 아역연기상, 엠파이어상 최우수 신인상 등을 수상하였다.
홀랜드는 시얼샤 로넌과 공연한 드라마 영화 《하우 아이 리브: 내가 사는 이유》에서 아이작 역을 맡았고, 영화는 영국에서 2013년 10월 4일에 개봉되었다. 2015년에는 론 하워드가 연출한 영화 《하트 오브 더 씨》에서 토마트 니컬슨 역을 맡아 크리스 헴스워스, 벤저민 워커, 킬리언 머피, 브렌던 글리슨과 공연하였다. 또한 2015년에 그는 BBC 2의 TV 시리즈 《울프 홀》에서 그레고리 크롬웰 역을 맡았다.
2015년 6월 23일, 홀랜드는 마블 시네마틱 유니버스에서 피터 파커 / 스파이더맨에 캐스팅 되었으며, 첫 출연한 《캡틴 아메리카: 시빌 워》(2016)는, 전세계에서 11억 달러를 벌어 들여 엄청난 상업적 성공을 거두며 2016년 최고 흥행 영화가 되었다. 홀랜드는 비평가들에 찬사를 받았다.
2017년, 홀랜드는 찰리 허냄과 공연한 제임스 그레이 감독의 영화 《잃어버린 도시 Z》는 비평가들에 긍정적인 평가를 받았다. 또한 그 해, 그는 《캡틴 아메리카: 시빌 워》 이후 《스파이더맨: 홈커밍》으로 스파이더맨 역에 재출연하였다. 마이클 키턴, 젠다야 콜맨, 토니 레볼로리 등과 공연하였고, 영화는 2017년 7월 7일에 개봉되었다.

## 출연 작품

### 영화
| 연도 | 제목                                                 | 역할                        | 비고                          |
| ---- | ---------------------------------------------------- | --------------------------- | ----------------------------- |
| 2012 | 마루 밑 아리에티 Arrietty                            | 쇼 (더빙)                   | 애니메이이션 영화 (영국 버전) |
| 2012 | 더 임파서블 The Impossible                           | 루커스 베넷                 |                               |
| 2013 | 하우 아이 리브: 내가 사는 이유 How I Live Now        | 아이작                      |                               |
| 2014 | 로크 Locke                                           | 에디 (목소리 출연)          |                               |
| 2015 | 하트 오브 더 씨 In the Heart of the Sea              | 어린 토머스 니커슨          |                               |
| 2016 | 엣지 오브 윈터 Edge of Winter                        | 브래들리 베이커             |                               |
| 2016 | 몬스터 콜 A Monster Calls                            | 괴물 (대역)                 | 엔딩 크레딧에 이름 올라감     |
| 2016 | 캡틴 아메리카: 시빌 워 Captain America: Civil War    | 피터 파커 / 스파이더맨      |                               |
| 2017 | 잃어버린 도시 Z The Lost City of Z                   | 잭 포셋                     |                               |
| 2017 | 스파이더맨: 홈커밍 Spider-Man: Homecoming            | 피터 파커 / 스파이더맨      |                               |
| 2017 | 필그리미지 Pilgrimage                                | 더 노비스 / 브라더 디어머드 |                               |
| 2017 | 커런트 워 The Current War                            | 새뮤얼 인설                 |                               |
| 2018 | 어벤져스: 인피니티 워 Avengers: Infinity War         | 피터 파커 / 스파이더맨      |                               |
| 2019 | 어벤져스: 엔드게임 Avengers: Endgame                 | 피터 파커 / 스파이더맨      |                               |
| 2019 | 스파이더맨: 파 프롬 홈 Spider-Man: Far From Home     | 피터 파커 / 스파이더맨      |                               |
| 2019 | 스파이 지니어스 Spies in Disguise                    | 월터 베켓 (목소리 출연)     |                               |
| 2020 | 닥터 두리틀 Dolittle                                 | 집 (목소리 출연)            |                               |
| 2020 | 온워드: 단 하루의 기적 Onward                        | 이언 라이트풋 (목소리 출연) |                               |
| 2020 | 악마는 사라지지 않는다 The Devil All the Time        | 어빈 러셀                   |                               |
| 2021 | 카오스 워킹 Chaos Walking                            | 토드 휴이트                 |                               |
| 2021 | 체리 Cherry                                          | 니코 워커                   |                               |
| 2021 | 스파이더맨: 노 웨이 홈 Spider-Man: No Way Home       | 피터 파커 (X) / 스파이더맨  |                               |
| 2022 | 언차티드 Uncharted                                   | 네이선 드레이크             |                               |
| 2026 | 오디세이 The Odyssey                                 |                             |                               |
| 2026 | 스파이더맨: 브랜드 뉴 데이 Spider-Man: Brand New Day | 피터 파커 (X) / 스파이더맨  |                               |

### 텔레비전
| 연도 | 제목                         | 역할            | 비고       |
| ---- | ---------------------------- | --------------- | ---------- |
| 2015 | 울프 홀 Wolf Hall            | 그레고리 크롬웰 | 6 에피소드 |
| 2017 | 립 싱크 배틀 Lip Sync Battle | 자신            | 1 에피소드 |
| 2023 | 크라우디드 The Crowded Room  | 대니 설리번     | 주연       |

### 뮤지컬
| 연도      | 제목                                             | 역할                   | 극장                 | 비고                             |
| --------- | ------------------------------------------------ | ---------------------- | -------------------- | -------------------------------- |
| 2008~2010 | 빌리 엘리어트 더 뮤지컬 Billy Elliot the Musical | 빌리 엘리어트 / 미카엘 | 빅토리아 팰리스 극장 | 2008년 9월 8일 ~ 2010년 5월 29일 |

## 수상 및 후보
| 연도 | 시상식                                    | 부문                                                                                       | 작품                   | 결과 | 출처   |
| ---- | ----------------------------------------- | ------------------------------------------------------------------------------------------ | ---------------------- | ---- | ------ |
| 2012 | 제16회 할리우드 영화제                    | 스포트라이트상                                                                             | 더 임파서블            | 수상 | [ 26 ] |
| 2012 | 워싱턴 D.C. 아레아 영화 비평가 협회       | 최우수 아역연기상                                                                          | 더 임파서블            | 후보 |        |
| 2012 | 세인트루이스 게이트웨이 영화 비평가 협회  | 스페셜 메리트상 (나오미 왓츠, 이완 맥그리거, 사무엘 조슬린, 오클리 팬더가스트와 함께)      | 더 임파서블            | 수상 |        |
| 2012 | 시카고 영화 비평가 협회                   | 가장 유망한 연기상                                                                         | 더 임파서블            | 후보 | [ 27 ] |
| 2012 | 피닉스 영화 비평가 협회                   | 최우수 남우조연 부문 아역연기상                                                            | 더 임파서블            | 수상 | [ 28 ] |
| 2012 | 네바다 영화 비평가 협회                   | 최우수 아역연기상                                                                          | 더 임파서블            | 수상 |        |
| 2013 | 센트럴 오하이오 영화 비평가 협회          | 주목할만한 영화 신인상                                                                     | 더 임파서블            | 후보 |        |
| 2013 | 내셔널 보드 오브 리뷰(전미 비평가 위원회) | 신인 배우상                                                                                | 더 임파서블            | 수상 | [ 29 ] |
| 2013 | 크리틱스 초이스 영화상                    | 최우수 아역연기상                                                                          | 더 임파서블            | 후보 | [ 30 ] |
| 2013 | 런던 영화 비평가 협회                     | 올해의 영국 아역연기상                                                                     | 더 임파서블            | 수상 | [ 31 ] |
| 2013 | 온라인 필름 & 텔레비전 협회               | 최우수 아역연기상                                                                          | 더 임파서블            | 수상 |        |
| 2013 | 온라인 필름 & 텔레비전 협회               | 남자 부문 최우수 신인연기상                                                                | 더 임파서블            | 후보 |        |
| 2013 | 온라인 필름 & 텔레비전 협회               | 가장 시네마틱한 장면 (나오미 왓츠, 이완 맥그리거, 사무엘 조슬린, 오클리 팬더가스트와 함께) | 더 임파서블            | 후보 |        |
| 2013 | 제68회 영화작가협회상                     | 최우수 신인 배우상                                                                         | 더 임파서블            | 후보 | [ 32 ] |
| 2013 | 제17회 고야 어워드                        | 신인 배우상                                                                                | 더 임파서블            | 후보 | [ 33 ] |
| 2013 | 제11회 골드 더비 어워드                   | 최우수 신인연기상                                                                          | 더 임파서블            | 후보 |        |
| 2013 | 제18회 엠파이어상                         | 최우수 남자 신인상                                                                         | 더 임파서블            | 수상 | [ 34 ] |
| 2013 | 제34회 영 아티스트 어워드                 | 장편영화 최우수 연기 부문 아역연기상                                                       | 더 임파서블            | 수상 | [ 35 ] |
| 2013 | 제39회 새턴상                             | 영화부문 최우수 아역연기상                                                                 | 더 임파서블            | 후보 | [ 36 ] |
| 2014 | 제8회 씬유포리아 어워드                   | 해외부문 남우주연상                                                                        | 더 임파서블            | 후보 |        |
| 2016 | 제15회 골든 슈모스 어워드                 | 올해의 신인연기상                                                                          | 캡틴 아메리카: 시빌 워 | 수상 |        |
| 2016 | 제37회 영 아티스트 어워드                 | 장편영화 최우수 연기부문 아역 조연상 (14 - 21)                                             | 하트 오브 더 씨        | 후보 |        |
| 2016 | 틴 초이스 어워드                          | 초이스 무비: 씬 스틸러상                                                                   | 캡틴 아메리카: 시빌 워 | 후보 | [ 37 ] |
| 2017 | 영국 아카데미 영화상(BAFTA)               | 라이징 스타상                                                                              | 빈칸                   | 수상 | [ 38 ] |
| 2017 | 제22회 엠파이어상                         | 최우수 남자 신인상                                                                         | 캡틴 아메리카: 시빌 워 | 후보 | [ 39 ] |
| 2017 | 제42회 새턴상                             | 영화부문 최우수 아역연기상                                                                 | 캡틴 아메리카: 시빌 워 | 수상 | [ 40 ] |
| 2017 | 틴 초이스 어워드                          | 초이스 신인 무비스타상                                                                     | 스파이더맨: 홈커밍     | 후보 | [ 41 ] |
| 2017 | 틴 초이스 어워드                          | 초이스 섬머 무비스타상                                                                     | 스파이더맨: 홈커밍     | 수상 | [ 41 ] |
| 2018 | 제44회 새턴상                             | 영화부문 최우수 아역연기상                                                                 | 스파이더맨: 홈커밍     | 수상 | [ 42 ] |
| 2018 | 틴 초이스 어워드                          | 초이스 액션 무비스타상                                                                     | 어벤져스: 인피니티 워  | 후보 |        |
| 2018 | 틴 초이스 어워드                          | 초이스 섬머 무비스타상                                                                     | 스파이더맨: 파 프롬 홈 | 수상 |        |